# Damarus bellesi
Damarus bellesi là một loài bọ cánh cứng trong họ Ptinidae. Loài này được Borowski miêu tả khoa học năm 1995.